# فروهنا
فروهنا (به انگلیسی: Frohna) یک روستا در ایالات متحده آمریکا است که در شهرستان پری، میزوری واقع شده‌است. فروهنا ۲٫۳۳ کیلومتر مربع مساحت و ۲۵۴ نفر جمعیت دارد و ۱۷۹ متر بالاتر از سطح دریا واقع شده‌است.